# Mimosin
Mimosin ist eine giftige, nicht-proteinogene Aminosäure, die bei Fabaceen vorkommt.

## Vorkommen

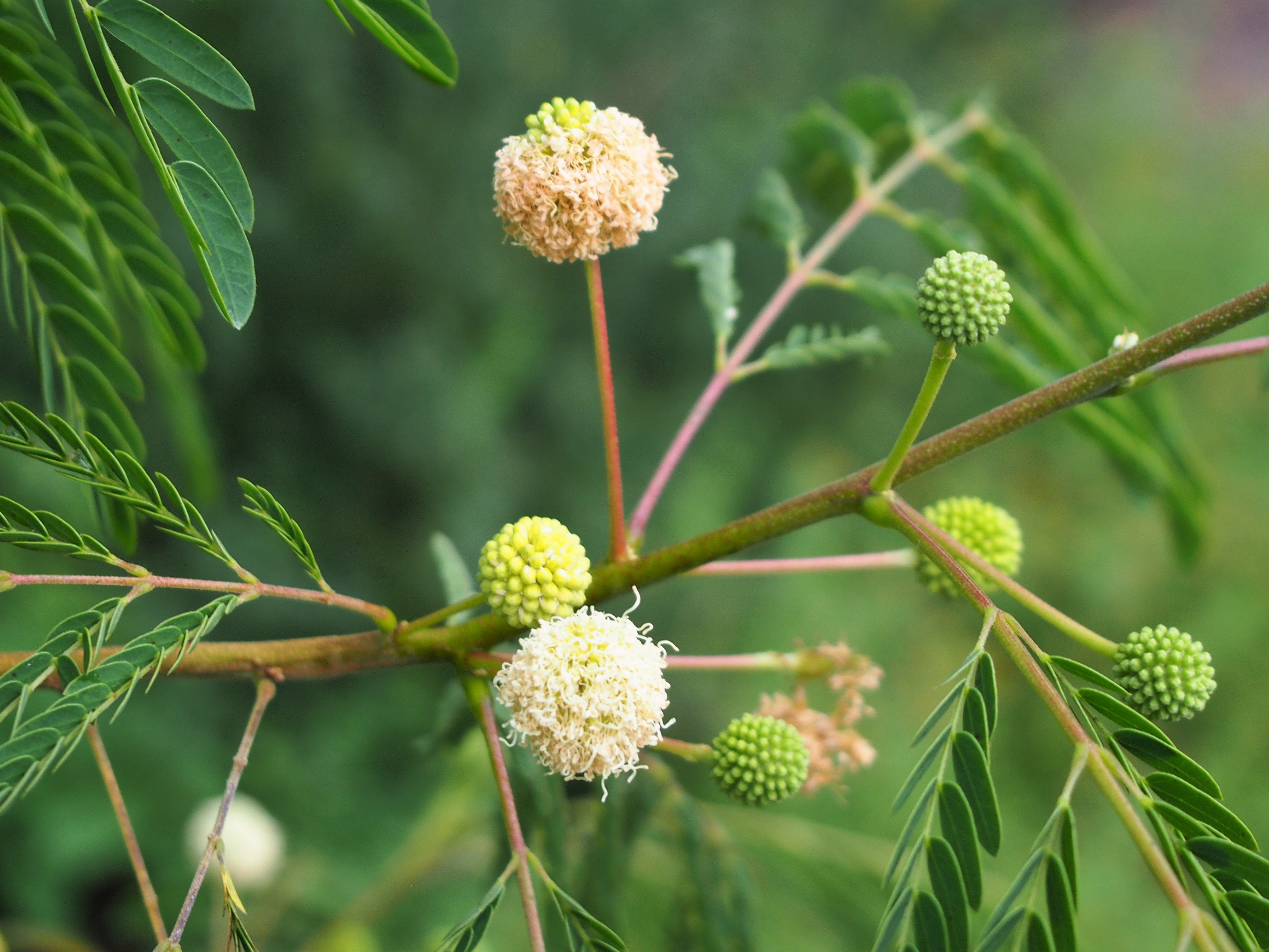
Weißkopfmimose

Mimosin kommt in den Samen von Mimose und Weißkopfmimose in größerer Menge vor. In Stängeln und Blättern kommen hingegen nur geringe Mengen vor.

## Biologische Bedeutung
Mimosin kann Metallionen, beispielsweise Eisen, komplexieren und so diverse Enzyme inhibieren. Außerdem reagiert es mit dem Vitamin Pyridoxalphosphat, das so unbrauchbar wird. Diese Effekte liegen vermutlich der Giftigkeit von Mimosin zugrunde. Daneben wirkt es auch wachstumshemmend auf andere Pflanzen, jedoch nicht auf die produzierenden Pflanzen selbst, was vermutlich an deren Fähigkeit liegt, die Verbindung zu metabolisieren.
Außerdem inhibiert Mimosin die DNA-Replikation und wirkt als Klastogen, verursacht also Chromosomenaberrationen. Möglicherweise basieren diese Effekte auf der Fähigkeit des Mimosins, DNA-Strangbrüche zu erzeugen. Mimosin verursacht Haarausfall und unterbricht das Haarwachstum, was in Versuchen an Mäusen beobachtet wurde sowie an Menschen die Mimosin-enthaltende Samen gegessen hatten.
Es zeigt eine starke fungizide sowie mäßige antibakterielle Wirkung.